# Waifu2x
waifu2x là một chương trình chia tỷ lệ và giảm nhiễu hình ảnh dành cho các họa phẩm theo phong cách anime và các loại ảnh khác.
waifu2x được lấy cảm hứng từ trình xử lý hình ảnh siêu phân giải dùng thuật toán Mạng thần kinh tích chập (SRCNN). Nó dùng Nvidia CUDA để tính toán, mặc dù cũng được phát triển trên một số kiến trúc tính toán thay thế hỗ trợ OpenCL và Vulkan.

## Từ nguyên
Waifu là một từ lóng anime ám chỉ các nhân vật nữ được mến mộ, có tố chất của một người vợ (tiếng Anh: wife).
2x nghĩa là phóng đại hai lần.

## Ví dụ
- Trái: 512×512px, PNG nén không tổn hao, lấy từ hình Wikipe-tan face.svg
- Giữa: 256×256px, JPG chất lượng 30%, sau nội suy các điểm ảnh gần nhất
- Phải: 512×512px, đã qua xử lý waifu2x để tăng kích cỡ và giảm nhiễu